# Júlia (gente)

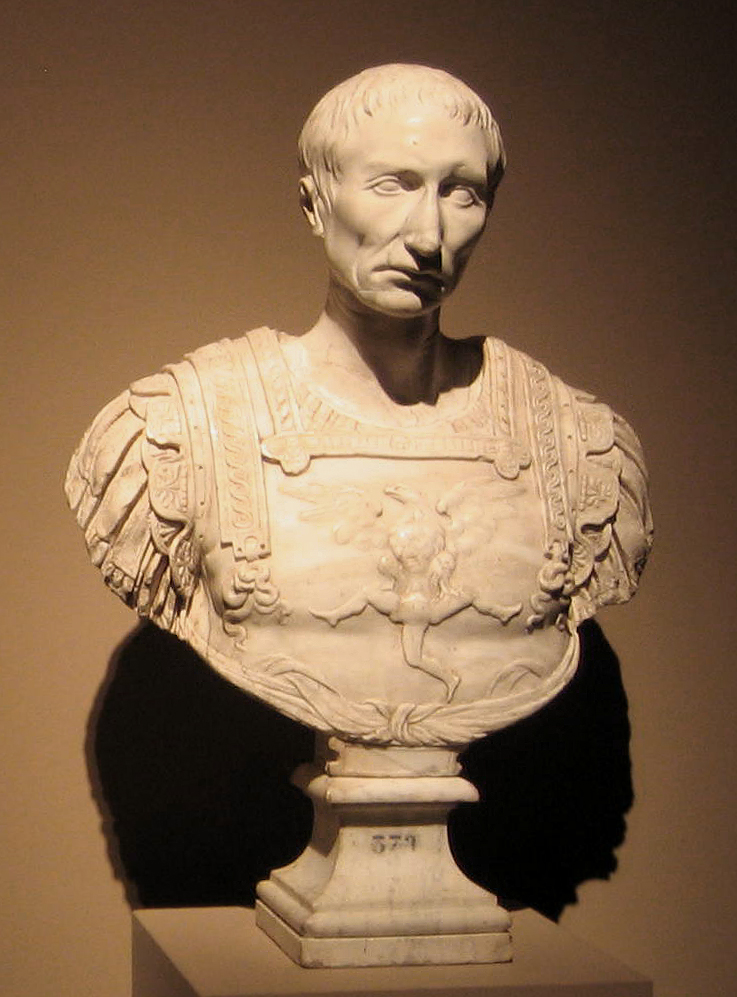
O ditador Júlio César, o membro mais conhecido da gente Júlia

A gente Júlia (em latim: Iulia; pl. Iulii) era uma das mais antigas gentes patrícias da Roma Antiga, com membros que chegaram aos mais altos cargos da magistratura romana desde os primeiros anos da República. O primeiro a chegar ao consulado foi Caio Júlio Julo em 489 a.C.. Esta gente é, provavelmente, mais conhecida por causa de Júlio César, ditador, tio-avô e pai adotivo do primeiro imperador Augusto, através de quem seu nome passou para a dinastia júlio-claudiana no século I. O nome Júlio (Julius) se tornou muito comum no período imperial, especialmente porque descendentes de pessoas arroladas como cidadãos nos primeiros anos do império começaram a deixar sua marca na história em textos e inscrições.

## Origem
Os Júlios eram, sem dúvida, de origem albanense e foram mencionados como uma das principais casas albanenses, que Tulo Hostílio removeu para Roma depois da destruição de Alba Longa. Os Júlios também estavam presentes, desde os tempos mais antigos, em Bóvilas, como atesta uma inscrição muito antiga num altar no teatro daquela cidade, que trata de sacrifícios dos Júlios segundo a lege albana ("rito albanense"); a ligação deles com Bóvilas também está implícita no sacrário ("capela") que o imperador Tibério dedicou à gente Júlia na cidade e que ostentava uma estátua do divino Augusto. Não é impossível que alguns Júlios tenham se assentado em Bóvilas depois da queda de Alba Longa.
No período final da República, entrou na moda entre as principais gentes romanas reivindicar uma origem divina e se convencionou que "Julo" (em latim: Iulus), o mítico ancestral dos Júlio, era a Ascânio, o filho de Enéas, o troiano fundador de Alba Longa. Enéas, por sua vez, era filho de Vênus e Anquises. Para provar que Ascânio e Julo eram a mesma pessoa, utilizou-se uma prova etimológica, atestada na obra de Sérvio. Outras tradições defendem que Julo era filho de Enéas com sua esposa troiana, Creusa, enquanto que Ascânio seria filho dele com Lavínia, a filha de Latino.
César frequentemente fazia referência à origem divina de sua gente, como foi o caso no elogio proferida por ele enquanto questor no funeral de sua tia Júlia ou na escolha do epíteto Vênus Generatrix para seus soldados nas batalhas de Farsalos e Munda; escritores e poetas posteriores não hesitaram em aceitar esta crença que exaltava a origem da família imperial.
Apesar das evidências da chegada dos Júlios à Roma na época de Tulo Hostílio, nas lendas, o nome da gente aparece já na época de Rômulo. Foi um tal Próculo Júlio que teria informado o enlutado povo romanos, depois da estranha partida de Rômulo deste mundo, que seu rei havia descido dos céus e aparecido a ele para pedir que o povo o homenageasse no futuro como um deus chamado Quirino. Alguns críticos modernos inferiram deste relato que uns poucos Júlios podem ter se assentado em Roma na época de Roma, mas, considerando a natureza fabulosa de toda esta narrativa e o fato de que a celebridade da gente Júlia no final da República poderia ter facilmente levado à fabricação desta ligação com os primeiros anos da história de Roma, nenhum argumento histórico pode ser construído a partir desta mera citação numa lenda.
No final do período imperial, a distinção entre prenome, nome e cognome foi gradualmente se perdendo e Julius passou a ser entendido como um nome pessoal, no que o termo finalmente se transformou. A forma latina é comum em muitas línguas e, em outras, existem formas similares como Giulio (italiano), Jules (francês), Iuliu (romeno) e Юлий (búlgaro e russo).

## Prenomes (praenomina)
Os Júlios do período republicano utilizaram os prenomes Lúcio (Lucius), Caio (Gaius) e Sexto. Há também casos do uso de Vopisco (Vopiscus) e Espúrio (Espurius) nas primeiras gerações da família. O primeiro membro conhecido da gente Júlia aparece nas lendas com o prenome Próculo (Proculus) e não é impossível que este nome tenha sido utilizado por alguns dos primeiros Júlios, mas não se conhece mais nenhum caso. No final da República e no começo do Império, Vopisco e Próculo passaram a ser utilizados como cognomes pessoais.
É possível que Julo (Iulus) tenha sido um antigo prenome já em desuso no início da República e preservado como cognome pelo ramo mais antigo dos Júlios. O nome foi depois revivido como prenome pelo triúnviro Marco Antônio, que teve um filho e um neto chamados Julo. O latim clássico não distingue as letras "I" e "J" e ambas eram escritas utilizando a letra "I", motivo pelo qual o nome também aparece escrito como Iulo ou Julus. 
Os muitos "Júlios" do período imperial, que não eram descendentes da gente Júlia, não se limitaram aos prenomes tradicionais da família. A própria família imperial deu o exemplo misturando livremente os prenomes dos Júlios com os dos Cláudios, utilizando títulos e cognomes como prenomes e regularmente alterando seus prenomes para refletir as tendências políticas conjunturais do império.

## Ramos e cognomes (cognomina)

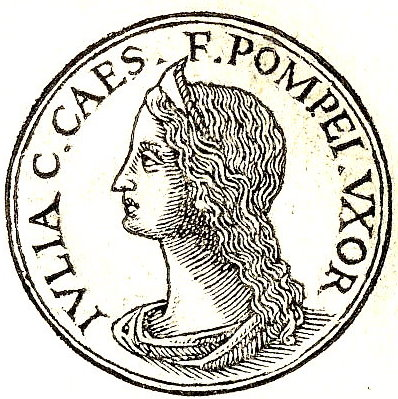
Júlia (filha de Júlio César)

, filha do ditador Júlio César, e esposa de Pompeu]]
Os cognomes, equivalente aos sobrenomes familiares dentre os vários ramos da gente, na época republicana eram César (em latim: Caesar), Julo (Iulus) e Libão (Libo). Destes, os dois primeiros eram indubitavelmente patrícios; é certo que as famílias que foram celebradas de maneira particularmente intensa foram estas duas primeiras, a primeira no início da República e a segunda, no final. Em moedas, os únicos nomes encontrados são César e Búrsio, este último presente apenas em moedas.

### Julos
Julo (Iulus ou Julus) era o sobrenome do ramo mais antigo dos Júlios em Roma. Uma origem nativa do nome talvez possa ser inferida na "De Origo Gentis Romanae", na qual Julo e Ascânio são a mesma pessoa. Descrito como filho de Júpiter, ele seria conhecido originalmente como Jobus e, posteriormente, como Julus. Este nome, por sua vez, estaria associado ao termo Jove, um outro nome utilizado para Júpiter. O "Dictionary of Greek and Roman Biography and Mythology" sugere que Iulus pode ser um diminutivo de Dius, que também estava na raiz de Jove. Além disto, Lívio relata que, depois de sua morte, Enéas, pai de Ascânio, passou a ser adorado como Jupiter Indiges ("Júpiter local") . 
Independente da historicidade de Julo na mitologia romana, não há por que duvidar que Iulus era um antigo nome pessoal, possivelmente um prenome e que Iulius é um cognome patronímico baseado nele. Iullus parece ser uma forma mais antiga que Iulus, mais comum, mas os registros com frequência misturam as duas.

#### Membros
- Caio Júlio Julo, cônsul em 489 a.C..
- Caio Júlio Julo, cônsul em 482 a.C. e um dos decênviros em 451 a.C.[13][14].
- Vopisco Júlio Julo, cônsul em 473 a.C.[15].
- Caio Júlio Julo, cônsul em 447 e 435 a.C..
- Espúrio Júlio Vopisco, pai dos tribunos consulares de 408, 405 e 403 a.C. segundo os Fastos Capitolinos[16][15].
- Lúcio Júlio Julo, tribuno consular em 438 a.C. e cônsul em 430 a.C..
- Sexto Júlio Julo, tribuno consular em 424 a.C.[17][18].
- Caio Júlio Julo, tribuno consular em 408 e 405 a.C. e censor em 393 a.C.[19][15].
- Lúcio Júlio Julo, tribuno consular em 403 a.C., continuou o cerco de Veios[20][21][22][15].
- Lúcio Júlio Julo, tribuno consular em 401 e 397 a.C.[23].
- Lúcio Júlio Julo, tribuno consular em 388 e 379 a.C.[24][25].
- Caio Júlio Julo, nomeado ditador em 352 a.C., nominalmente para conduzir a guerra contra os etruscos, mas, na verdade, para realizar a eleição de dois patrícios na Assembleia das centúrias, uma violação da Lex Licinia Sextia[26].

### Césares
O Dictionary of Greek and Roman Biography and Mythology diz o seguinte sobre o cognome César:

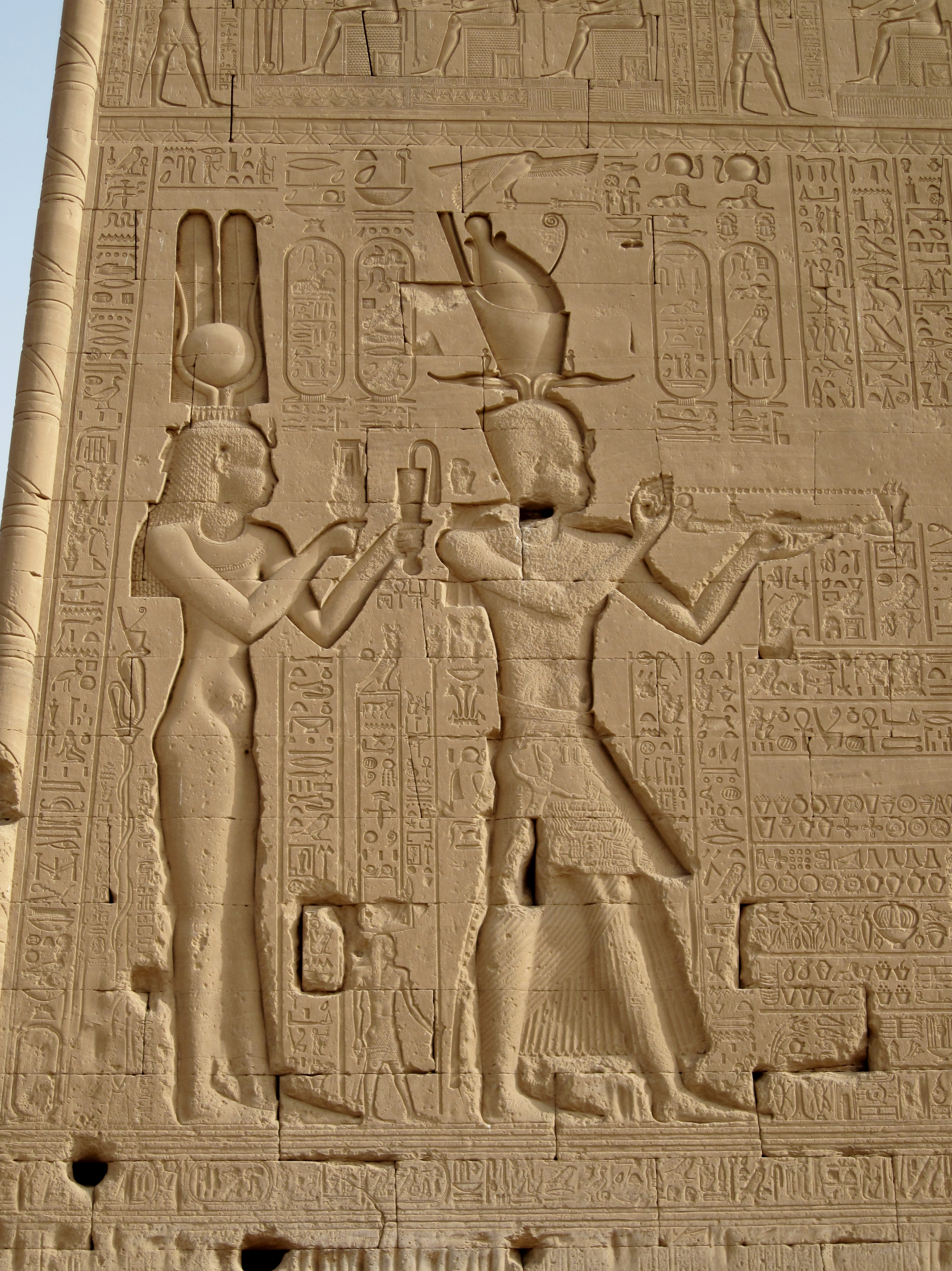
Relevo de Cesarião (Ptolemeu XV), filho de Júlio César, e sua mãe, Cleópatra

| “ | É incerto qual membro da gente Júlia obteve primeiro o sobrenome de Caesar, mas o primeiro a ocorrer na história é Sexto Júlio César, pretor em 208 a.C.. A origem do nome é igualmente incerta. Espartano, em sua biografia de Élio Vero, menciona quatro diferentes opiniões sobre esta origem: 1. Que a palavra significa "elefante" na língua dos mouros e foi dada como um sobrenome a um dos Júlios por ele ter caçado um elefante; 2. Que ele foi dado a um dos Júlios por ele ter sido cortado (caesus) do ventre de sua mãe já morta; 3. Que um Júlio teria nascido com uma grande quantidade de cabelo (caesaries); 4. Que um Júlio tinha olhos azuis (caesii) de uma cor quase sobrenatural. Destas opiniões, a terceira, que foi dada por Festo, parece ser a mais próxima da verdadeira. Caesar e caesaries são termos provavelmente ligados ao termo sânscrito kêsa ("cabelo") e é bastante tradicional entre os romanos que um sobrenome seja dado a um indivíduo de acordo com alguma peculiaridade de sua aparência. A segunda opinão, que parece ter sido a mais popular entre os escritores antigos surgiu, sem dúvida, de uma falsa etimologia. A primeira, que foi a adotada, segundo Espartano, pelos mais eruditos, é impossível ser desacreditada absolutamente pois sabemos quase nada sobre a antiga língua moura, mas não há qualquer probabilidade implícita nela; e a afirmação de Sérvio é indubitavelmente falsa, de que o avô do ditador teria obtido o sobrenome por ter matado um elefante com suas próprias mãos na África pois já existiam muitos Júlios com este sobrenome em sua época. Uma investigação sobre a etimologia deste nome é interessante por que nenhum outro nome obteve tamanha celebridade — "clarum et duraturum cum aeternitate mundi nomen". Ele foi adotado por Augusto como filho adotivo do ditador e foi através de Augusto passado para seu filho adotivo, Tibério. Ele continuou a ser utilizado por Calígula, Cláudio e Nero, membros da família de César por adoção ou pela linha materna; mas, embora a família tenha se extinguido em Nero, os imperadores seguintes mantiveram-no como parte de seus títulos e passou a ser costumeira a prática de prefixá-lo ao seu próprio nome, como, por exemplo, Imperator Caesar Domitianus Augustus. Quando Adriano adotou Élio Vero, ele permitiu que este assumisse o título de Caesar e, a partir daí, embora o título de Augustus continuasse restrito ao príncipe, o de César era também concedido à segunda pessoa [mais importante] do estado e o herdeiro presuntivo do trono. | ” |
|   | — William Smith, Dictionary of Greek and Roman Biography and Mythology. |   |

A partir do período imperial um número imenso de pessoas assumiram o nome Jùlio, mas não se deve supor que estas pessoas estavam ligadas por descendência de forma alguma à gente Júlia, pois como a família imperial pertencia a esta gente, o nome Júlio se tornou o nome de uma infinidade de libertos. Além disto, uma grande quantidade de pessoas assumiu o nome apenas por vaidade ou ostentação.

#### Membros
- Sexto Júlio César, pretor em 208 a.C., governador da Sicília; pai do pretor de 166 a.C. e do cônsul em 157 a.C..
- Lúcio Júlio César, pretor em 183 a.C., governou a província da Gália Cisalpina.
- Lúcio Júlio César, pretor em 166 a.C.[30].
- Sexto Júlio César, cônsul em 157 a.C.
- Caio Júlio César, bisavô do ditador, provavelmente o mesmo senador Caio Júlio que escreveu uma história de Roma em grego por volta de 143 a.C.[31][32].
- Sexto Júlio César, pretor urbano em 123 a.C.; provavelmente o mesmo Sexto Júlio César que foi triúnviro monetário na mesma época.
- Lúcio Júlio César, pai do cônsul em 90 a.C., casou-se com Popília, mãe de Quinto Lutácio Cátulo, cônsul em 102 a.C..
- Caio Júlio César, avô do ditador Júlio César, casou-se com Márcia.
- Lúcio Júlio César, cônsul em 90 a.C., durante a Guerra Social e censor em 89 a.C..
- Júlia Antônia, esposa de Marco Antônio Crético e mãe do triúnviro Marco Antônio.
- Caio Júlio César Estrabão Vopisco, um notável orador e poeta que foi proscrito e executado por ordem de Mário e Cina em 87 a.C..
- Sexto Júlio César, cônsul em 91 a.C., tio do ditador.
- Caio Júlio César, pretor em 92 a.C. e pai do ditador; casou-se com Aurélia Cota.
- Lúcio Júlio César, cônsul em 64 a.C..
- Júlia, casou-se com Públio Cornélio Lêntulo Sura, um dos conspiradores de Catilina.
- Lúcio Júlio César, aliado de Pompeu na Guerra Civil de César.
- Júlia, tia do ditador, casada com Mário.
- Sexto Júlio César, flâmine quirinal em 57 a.C.[33].
- Caio Júlio César, cônsul em 59, 48, 46, 45 e 44 a.C., ditador em 49 a.C. e de 47 a 44 a.C..
- Júlia Maior, irmã mais velha do ditador e esposa de Lúcio Pinário Escarpo e de Quinto Pédio.
- Júlia Menor, irmã mais nova do ditador e esposa de Marco Ácio Balbo.
- Sexto Júlio César, nomeado governador da Síria em 47 a.C. e morto num motim de suas tropas.
- Júlia, filha do ditador e esposa de Pompeu.
- Cesarião, filho do ditador Cleópatra, executado por ordem de Augusto em 30 a.C..
- Caio Júlio César Otaviano, filho adotivo do ditador e futuro imperador Augusto.

### Libões
Durante o século e meio entre as últimas aparições dos Júlios Julos e a primeira aparição dos Júlios Césares, aparece Lúcio Júlio Libão, cônsul em 267 a.C.. Este sobrenome significa "aspersor", uma derivação do termo latino libare, o que sugere que o significado original pode ter sido uma referência a um aspersor numa libação ou outra cerimônia religiosa. É incerto se o nome era pessoal ou se este cônsul herdou-o de seu pai ou avô, dos quais sabemos apenas o prenome, Lúcio. Alguns estudiosos supõem que Libão descendia dos Júlios Julos e que Lúcio, o pai de Sexto Júlio César, era seu filho, mas as evidências são muito esparsas.

#### Membros
- Lúcio Júlio Libão, cônsul em 267 a.C., triunfou sobre os salentinos.

### Outros

#### Lendários
- Próculo Júlio, uma figura lendária que anunciou a apoteose de Rômulo ao povo romano por volta de 716 a.C.[8][9].

#### Mentões
- Caio Júlio Mentão, cônsul em 431 a.C..
- Caio Júlio Mentão, um retórico citado por Sêneca[36].

#### Século I a.C.
- Lúcio Júlio Búrsio, triúnviro monetário em 85 a.C.[37].
- Júlio Polieno, um contemporâneo de César e autor de quatro epigramas na Antologia Grega[38][39]
- Lúcio Júlio Cálido, poeta nos anos finais da República, foi proscrito por Volúmnio, partidário de Marco Antônio, mas foi salvo pela intervenção de Tito Pompônio Ático[40].
- Caio Júlio Higino, um liberto de Augusto, foi nomeado para comandar a biblioteca palatina; autor de diversos livros sobre história, mitologia e ciência.
- Júlio Modesto, um liberto de Caio Júlio Higino que se destacou como gramático; autor de "Quaestiones Confusae"[41][42][43].
- Júlio Maratas, um liberto de Augusto que escreveu uma biografia de seu mestre[44].
- Marco Júlio Cótio, rei de diversas tribos alpinas dos lígures, se rendeu a Augusto e recebeu o título de prefeito.

## Período imperial

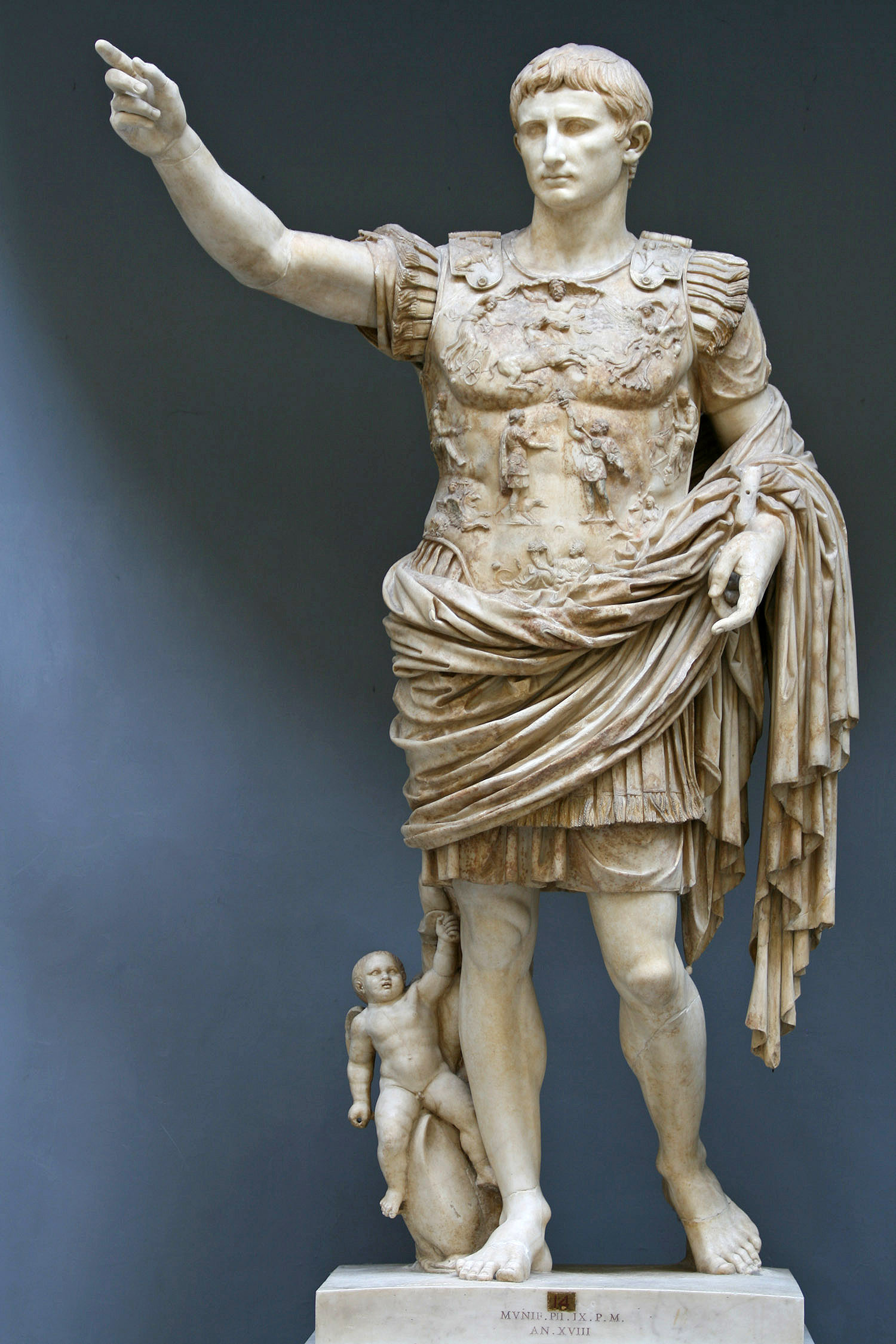
O primeiro imperador romano Augusto (Otaviano), filho adotivo de Júlio César

#### Dinastia júlio-claudiana
- Caio Júlio César Otaviano, imperador romano entre 27 a.C. e 14 d.C. conhecido como Augusto.
- Júlia Augusta, imperatriz-consorte romana, esposa de Augusto e mãe de Tibério.
- Júlia, a Velha, filha de Augusto com sua segunda esposa, Escribônia, casada primeiro com Marco Cláudio Marcelo, depois com Marco Vipsânio Agripa e, finalmente, com o imperador romano Tibério.
- Caio Júlio César, filho mais velho de Marco Vipsânio Agripa e Júlia, adotado por Augusto.
- Lúcio Júlio César, segundo filho de Marco Vipsânio Agripa e Júlia, adotado por Augusto.
- Marco Júlio César Agripa Póstumo, terceiro filho de Marco Vipsânio Agripa e Júlia, adotado por Augusto.
- Tibério Júlio César, imperador romano entre 14 e 37 conhecido como Tibério.
- Júlio César Druso, filho do imperador Tibério.
- Tibério Júlio César Nero Gêmelo, filho de Druso.
- Germânico Júlio César, sobrinho de Tibério.
- Caio Júlio César, filho de Germânico morto ainda na infância.
- Nero Júlio César Germânico, filho de Germânico.
- Druso Júlio César Germânico, filho de Germânico.
- Caio Júlio César Germânico, filho de Germânico e imperador romano entre 37 e 41 conhecido como Calígula.
- Júlia Agripina, filha de Germânico; mais conhecida como Agripina Menor, mãe do imperador Nero.
- Júlia Drusila, filha de Germânico, casou-se primeiro com Lúcio Cássio Longino, cônsul em 30, e depois com Marco Emílio Lépido.
- Júlia Lívila, filha de Germânico, casou-se com Marco Vinício, cônsul em 30.
- Júlia Drusila, filha de Calígula.

#### Outros

##### Século I

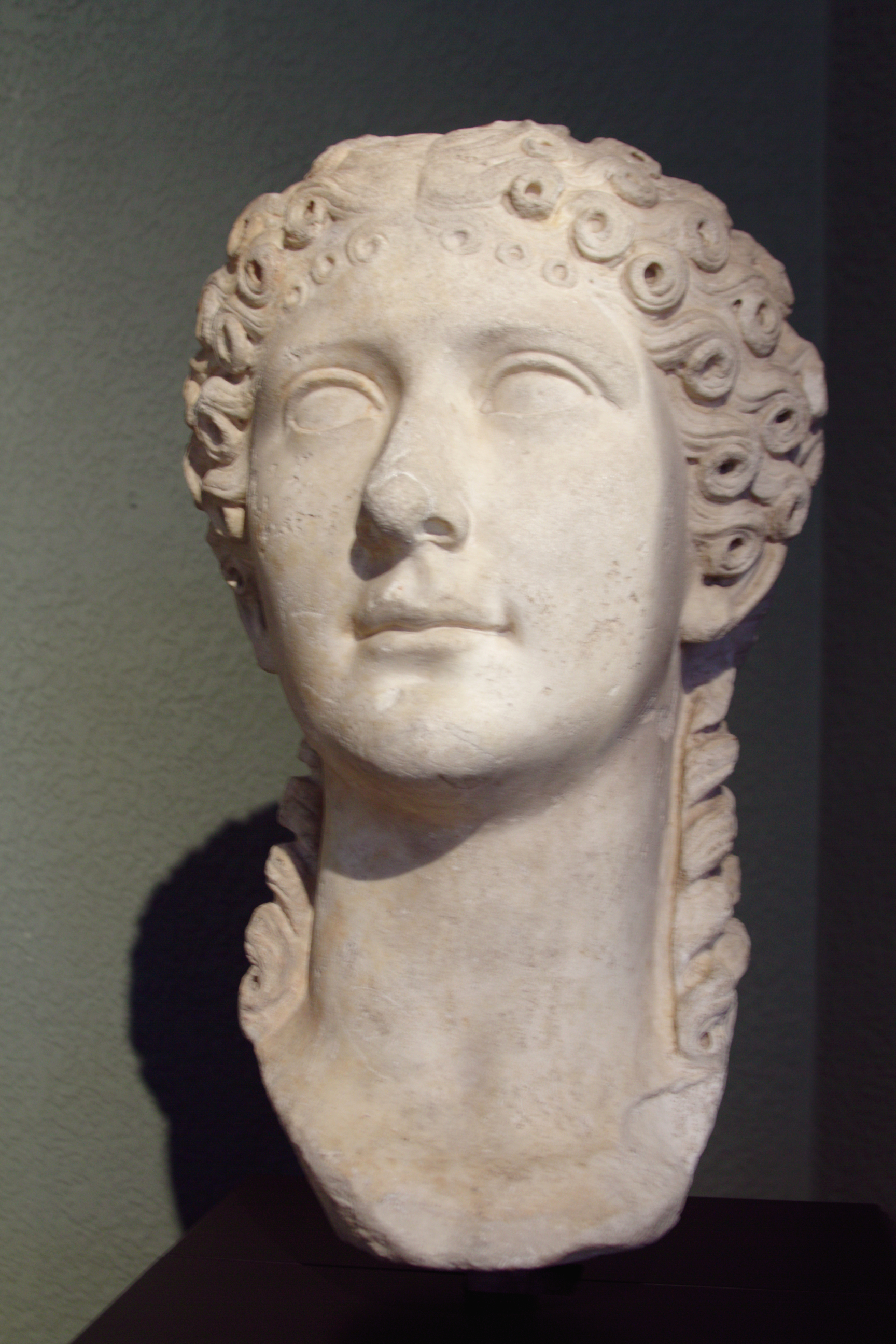
Agripina Menor, a mãe do imperador Nero

- Júlio Floro, poeta e autor ou editor de sátiras; talvez seja o mesmo o Júlio Floro citado por Quintiliano, um dos mais importantes oradores da Gália. Um Júlio Floro, que também pode ser a mesma pessoa, liderou uma revolta entre os tréveros durante o reinado de Tibério.
- Júlio Sacrovir, líder dos éduos; junto com Júlio Floro, se revoltou em 21 d.C. contra Tibério[45].
- Júlio Segundo Floro, um orador; sobrinho e amigo de Quintiliano[46][47].
- Júlio Montano, poeta e amigo de Tibério, citado tanto por Sêneca, o Velho quanto por Sêneca, o Jovem[48][49].
- Sexto Júlio Póstumo, foi utilizado por Sejano em um de seus vários esquemas políticos em 23 d.C.[50].
- Júlio Africano, líder dos gauleses santões, foi condenado por Tibério em 32 d.C.[51].
- Júlio Celso, um tribuno da coorte de Roma; foi condenado à morte por Tibério; quebrou seu próprio pescoço na prisão para evitar uma execução pública[52].
- Júlio Cano, um filósofo estoico; foi condenado à morte pelo imperador Calígula e prometeu aparecer para seus amigos depois da morte; segundo Sêneca, o Jovem, cumpriu sua promessa e apareceu a um deles numa visão[53][54].
- Júlio Grecino, botânico e pai de Cneu Júlio Agrícola; condenado à morte por Calígula[55][56][57].
- Caio Júlio Calisto, um liberto de Calígula muito influente durante seu reinado e no de Cláudio.
- Caio Júlio Póstumo, prefeito do Egito no reinado de Cláudio.
- Marcus Júlio Cótio, filho de Marco Júlio Cótio, prefeito dos lígures, a quem o título de rei foi conferido pelo imperador Cláudio.
- Júlio Peligno, procurador da Capadócia em 52 d.C., durante o reinado de Cláudio[58].
- Júlio Basso, um escritor citado por Plínio, o Velho, como autor de uma obra médica em grego[59].
- Caio Júlio Áquila, um equestre que foi enviado para proteger Tibério Júlio Cótis I, rei do Reino do Bósforo em 50 d.C..
- Júlio Denso, um equestre durante o reinado de Nero acusado de ter uma predileção exagerada em relação a Britânico em 56 d.C.[60].
- Júlio Diócles de Caristo, autor de epigramas da "Antologia Grega".
- Caio Júlio Alpino Classiciano, procurador da Britânia entre 61 e 65 d.C..
- Júlia Pacata, esposa de Classiciano.
- Júlio Indus, comandante de cavalaria dos tréveros e sogro de Classiciano.
- Júlio Africano, um celebrado orador durante o reinado de Nero.
- Lúcio Júlio Rufo, cônsul em 67 d.C.; sua morte foi relatada por Plínio[61].
- Caio Júlio Víndice, um dos principais aliados de Galba; liderou a revolta contra Nero.
- Júlio Fronto, aliado de Otão, preso pelos seus soldados por causa de seu irmão, Júlio Grato, que era aliado de Vitélio.
- Júlio Grato, prefeito do acampamento do exército de Aulo Cecino Alieno, um general de Vitélio; preso por seus soldados por causa de seu irmão, Júlio Fronto, que era aliado de Otão.
- Júlio Caro, um dos assassinos de Tito Vínio depois que Galba foi executado em 69[62].
- Caio Júlio Civil, líder dos batavos na Revolta dos Batavos em 69.
- Júlio Clássico, líder dos tréveros na Revolta dos Batavos em 69.
- Júlio Paulo, irmão de Júlio Civil, foi condenado à morte numa falsa acusação de traição por Fonteio Capitão, o governador da Germânia Inferior[63].
- Júlio Brigântico, sobrinho de Júlio Civil, lutou sob o comando de Quinto Petílio Cereal na Germânia e morreu em combate em 71.
- Júlio Sabino, um dos lingones, lutou na Revolta dos Batavos.
- Júlio Tutor, dos tréveros, lutou sob o comando de Júlio Clássico[64].
- Júlio Caleno, líder dos éduos e aliado de Vitélio; foi enviado à Gália como prova da derrota do imperador na Batalha de Bedriaco (Cremona) em 69[65].
- Júlio Burdo, comandante da frota romana da Germânia em 70. Era tido como suspeito da morte de Caio Fonteio Capitão pelos seus soldados, mas foi protegido pelo imperador Vitélio[66]
- Júlio Prisco, prefeito pretoriano de Vitélio em 69, não conseguiu defender os passos nos Alpes e retornou para Roma em desgraça[67].
- Júlio Plácido, tribuno de uma coorte no exército de Vespasiano; famoso por ter arrastado o derrotado Vitélio de seus esconderijo[68][69].
- Sexto Júlio Gabiniano, um famoso retórico que ensinava na Gália na época de Vespasiano e citado por Suetônio em De Claris Rhetoribus[70][71].
- Júlia Procila, mãe de Cneu Júlio Agrícola[72].
- Cneu Júlio Agrícola, cônsul em 77; conquistador da Britânia.
- Júlio Cereal, poeta e amigo de Plínio, o Jovem, e de Marcial[73][74].
- Júlio Rufo, autor de sátiras e contemporâneo de Marcial[75].
- Sexto Júlio Frontino, cônsul por duas vezes no final do século I e autor de De Aquaeductu.
- Júlio Naso, amigo de Plínio, o Jovem, e de Tácito que se interessaram em seu êxito como candidato a um cargo público[76].
- Júlio Calvastro, um tribuno militar que participou da revolta de Lúcio Antônio Saturnino, mas foi perdoado por Domiciano[77][78].
- Júlio Ferox, cônsul sufecto em 99 e curator alvei et riparum Tiberis et cloacarum; por vezes confundido com o famoso jurista Urseio Ferox[79][80].

##### Século II

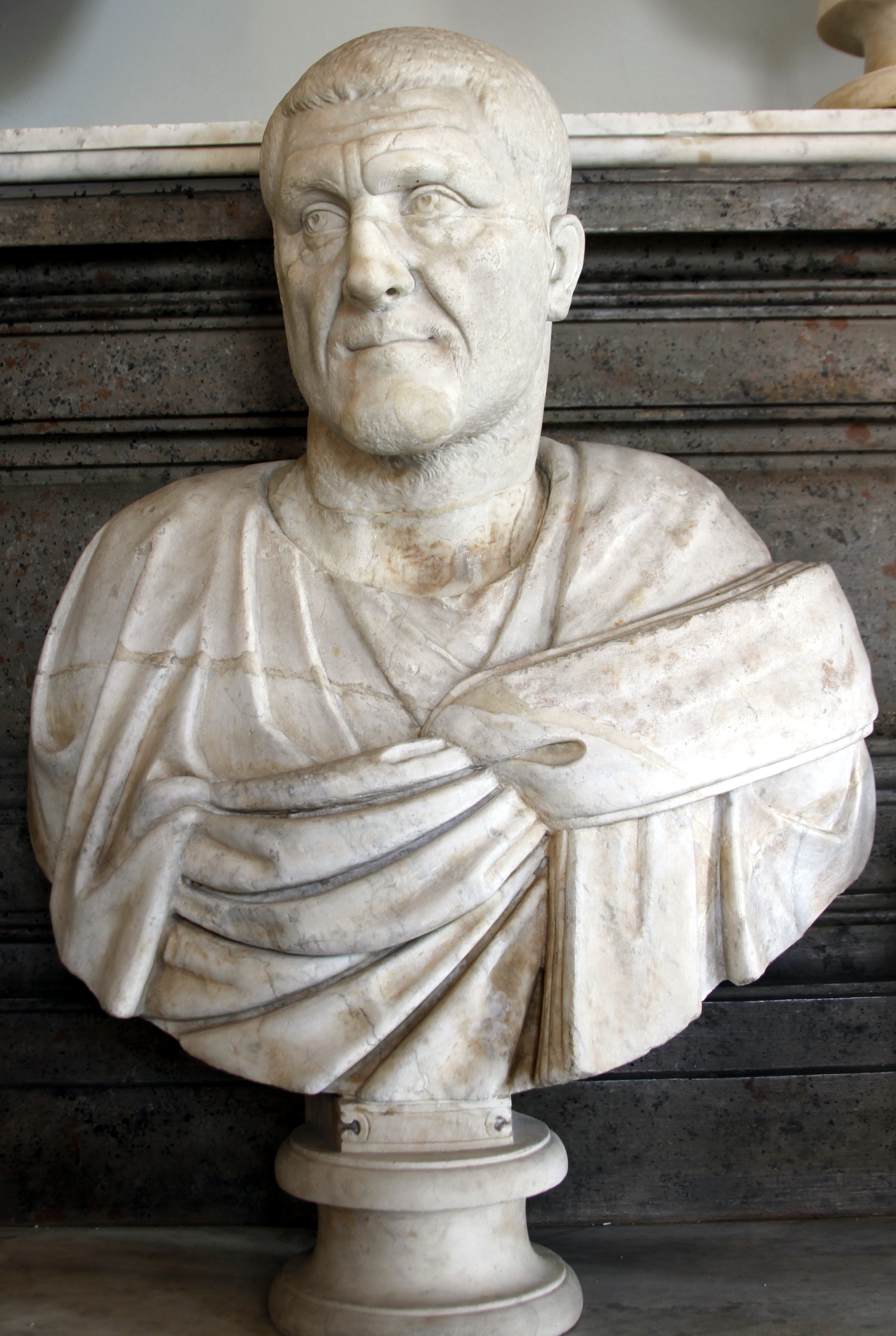
Imperador Maximino Trácio

- Caio Júlio Lacer, um arquiteto da época de Trajano. Seu aparece inscrito na Ponte de Alcántara, sobre o Tejo, que ele construiu e ainda hoje está de pé[81].
- Lúcio Júlio Urso, cônsul sufecto em 84, 98 e 100.
- Lúcio Júlio Urso Serviano, cunhado do imperador Adriano e cônsul em 107, 111 e 136. Filho adotivo do Lúcio Júlio Urso.
- Caio Júlio Africano, neto do orador, cônsul sufecto em 108.
- Caio Júlio Antíoco Epifanes Filopapo, um príncipe do Reino de Comagena e cônsul sufecto em 109.
- Tibério Júlio Segundo, cônsul sufecto em 116 e procônsul da África entre 131 e 132.
- Júlio Severiano, um retórico da época de Adriano e autor de "Syntomata" (ou "Praecepta Artis Rhetoricae")[82].
- Sexto Júlio Severo, governador da Britânia e da Bitínia na época de Adriano; foi enviado para a Judeia para sufocar a Revolta de Barcoquebas.
- Júlio Galo Áquila, um jurista, provavelmente do final do século II.
- Lúcio Júlio Áquila, autor de "De Etrusca Disciplina".
- Júlio Vestino, um sofista, que escreveu uma epítome do léxico de Pânfilo de Alexandria[83].
- Júlio Pólux, um sofista e gramático grego; ensinou gramática e retórica em Atenas na época de Cômodo.
- Júlio Ticiano, um estudioso e escritor do final do século II; pai do retórico Ticiano[84][85][86][87].
- Júlio Ticiano, retórico e tutor do jovem Maximino[88].
- Júlio Sólon, famoso por ter comprado uma cadeira no Senado Romano durante o reinado de Cômodo; condenado à morte por Sétimo Severo no começo de seu reinado[89].
- Júlio Rufo, a nobre assassinado pelo imperador Sétimo Severo[90].
- Júlio Crispo, um tribuno da Guarda Pretoriana responsável pela morte de Sétimo Severo em 199, no final da Guerra romano-parta[91];

##### Século III

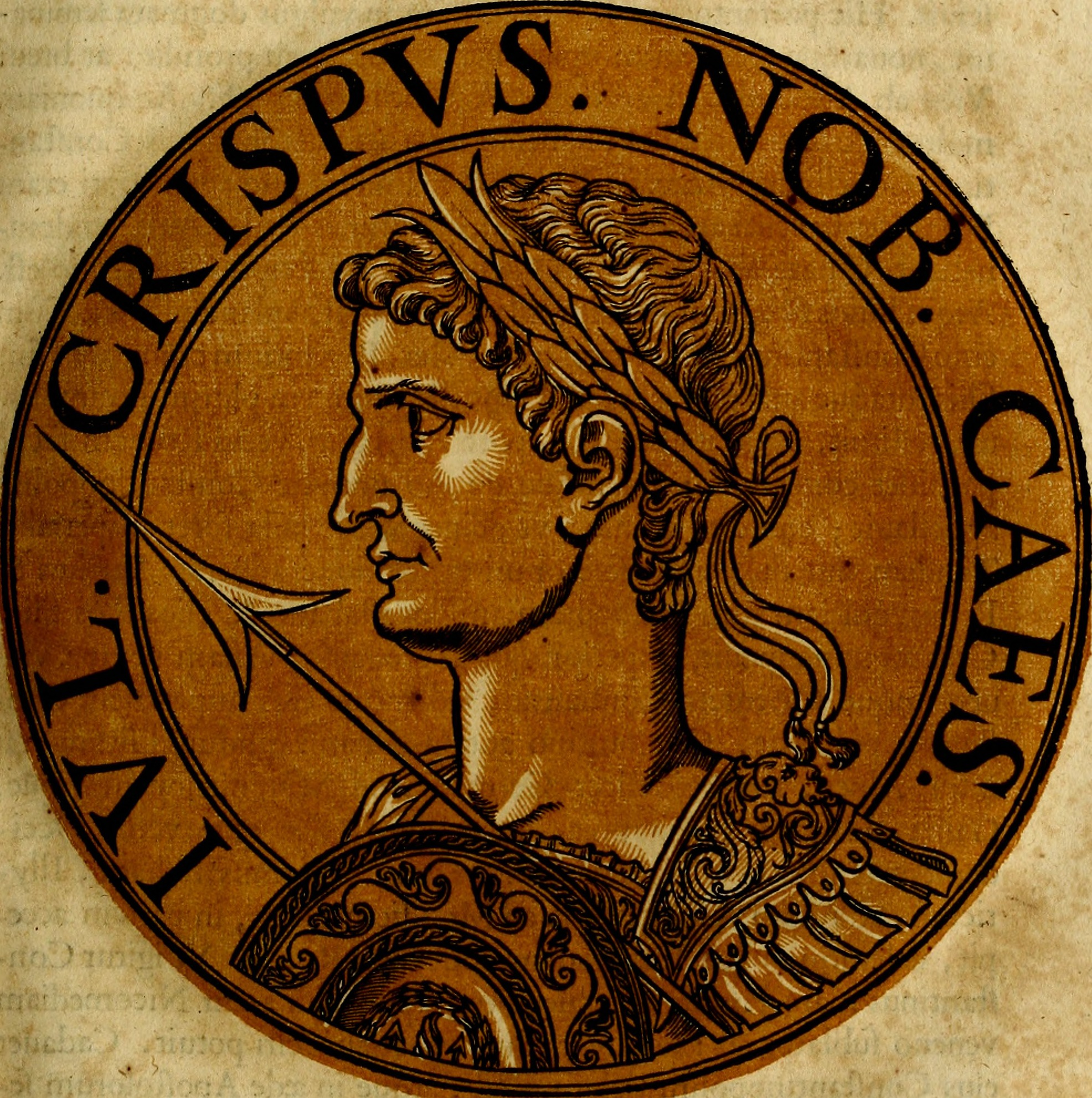
Crispo, filho do imperador romano Constantino e executado por intrigas de sua madrasta, a imperatriz Fausta

- Júlio Frontino, um retórico latino que foi professor do imperador Alexandre Severo[92].
- Júlio Graniano, um outro retórico que também foi professor de Alexandre Severo[92].
- Júlio Paulo, um distinto jurista e um prolífico escritor do direito durante o século III.
- Júlio Marcial, um político romano que participou da conspiração contra o imperador Caracala, que ele matou pessoalmente antes de ser ele próprio assassinado pelos guardas citas do imperador[93].
- Sexto Júlio Africano, um cronista e escritor cristão do início do século III.
- Caio Júlio Solino, um gramático e geógrafo que provavelmente viveu no início do século III.
- Júlia Aquília Severa, uma virgem vestal que foi tomada como esposa pelo imperador Heliogábalo.
- Caio Júlio Vero Maximino, imperador romano entre 235 e 238 e mais conhecido como Maximino Trácio.
- Marco Júlio Filipo, imperador romano entre 244 e 249 e mais conhecido como Filipe, o Árabe.
- Marco Júlio Filipo, filho de Filipe, o Árabe, e imperador romano entre 247 e 249 com o pai; mais conhecido como Filipe II.
- Caio Júlio Saturnino, um nome atribuído ao jovem Marco Júlio Filipo por Aurélio Vítor[94].
- Quinto Júlio Galiano, filho do imperador Galiano, provavelmente morreu antes do pai[95][96][97].
- Júlio Ateriano, autor de uma história de Vitorino e provavelmente de outros imperadores na obra "Trinta Tiranos"[98].

##### Século IV
- Júlio Capitolino, um dos supostos autores das nove biografias na "História Augusta".
- Flávio Júlio Crispo, filho do imperador romano Constantino; famoso soldado, foi condenado à morte por obra de sua madrasta, a imperatriz Fausta, em 326.
- Júlio Fírmico Materno, um astrólogo e escritor do século IV no tema das religiões profanas.
- Júlio I, papa entre 337 e 352.
- Júlio Obsequente, autor, provavelmente do século IV, de um tratado conhecido como "De Prodigiis" (ou "Prodigiorum Libellus"), que descreve vários prodígios e fenômenos encontrados em obras de autores mais antigos.
- Caio Júlio Vítor, um retórico do século IV.
- Júlio Valério, um historiador provavelmente do século IV[99].
- Júlio Ausônio, um proeminente médico e prefeito pretoriano de Ilírico na época do imperador Valentiniano I.
- Décimo Magno Ausônio, filho do médico Júlio Ausônio e um renomado poeta.
- Júlia Driádia, filha do médico Júlio Ausônio.
- Júlio Rufiniano, um retórico latino de data incerta e autor de um tratado chamado "De Figuris Sententiarum et Elocutionis"[100].
- Flávio Júlio Valente, imperador romano entre 364 e 378 conhecido como Valente.
- Júlio Paris, autor de uma epítome da obra de Valério Máximo, escrita provavelmente no século IV ou V.

##### Século VI em diante
- Flávio Júlio Valério Majoriano, imperador romano entre 457 to 461 e conhecido como Majoriano.
- Júlio Nepos, imperador romano entre 474 e 475.
- Júlio Exuperâncio, um historiador romano provavelmente do século V ou VI; sua obra, "De Marii, Lepidi, ac Sertorii bellis civilibus", pode ser uma compilação das histórias de Salústio.
- Cláudio Júlio (ou Joläus), um historiador grego de data desconhecida; escreveu obras sobre a Fenícia e o Peloponeso[101].
- Júlio Celso, um acadêmico de Constantinopla no século VII que produziu uma versão crítica dos comentários de César[102].